# Schildwirtschaft

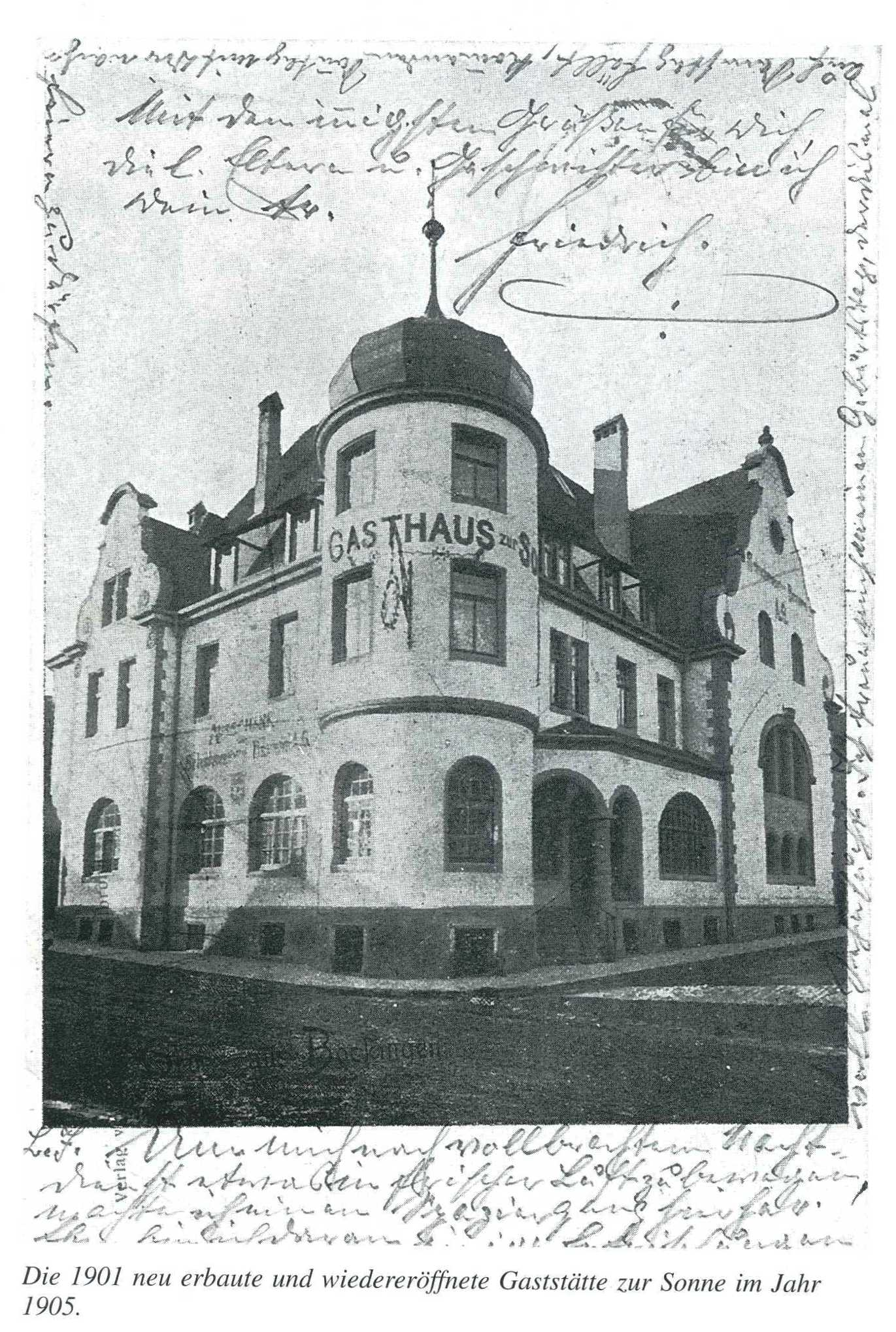
Gasthaus zur Sonne in Heilbronn

Eine Schildwirtschaft war im späten Mittelalter und der beginnenden Neuzeit ein Bewirtungs- und Beherbergungsbetrieb für Reisende und deren damaliges Verkehrsmittel. Sie gilt daher als Vorläufer heutiger Raststätten, Autohöfe und Autobahnraststätten. Eine Schildwirtschaft besaß ein Schild und einen Namen. Der Wirt zeigte damit an, dass die Obrigkeit ihm nach gründlicher Prüfung die Schildgerechtigkeit verliehen hatte – also das Recht, Gäste mit einem gehobenen Maß an warmen Speisen sowie mit Getränken zu verköstigen und Fremde zu beherbergen.

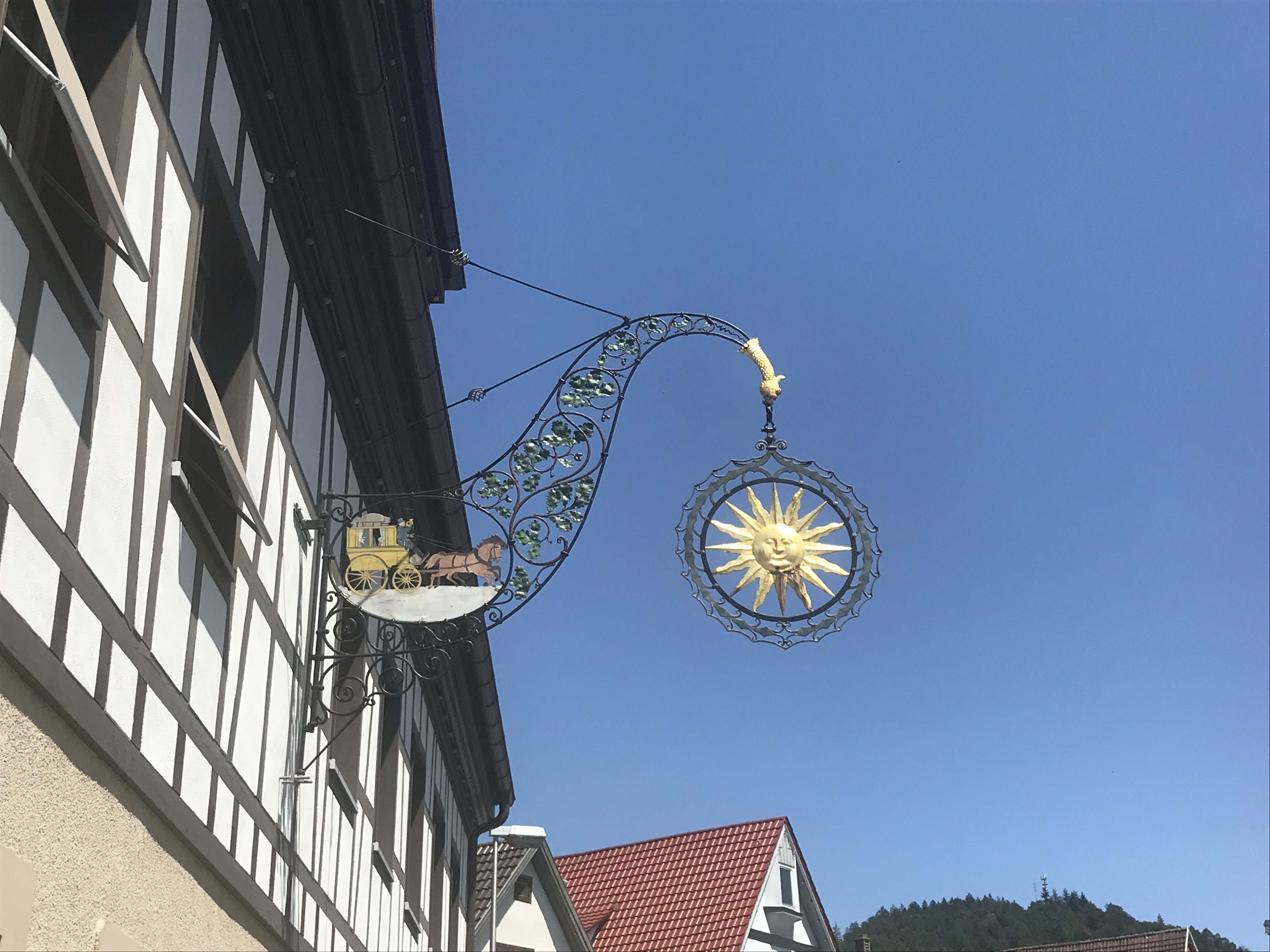
Schildwirtschaft Sonne-Post in Murrhardt

## Entstehung
Im späten Mittelalter und in der Neuzeit reagierten die Landesfürsten auf die Zunahme von Reisetätigkeiten mit dem Ausbau der Infrastruktur. Neben der erstmaligen Einführung von Straßenbaugesetzen (z. B. Baden 1851) wurde auch der Ausbau von Unterkunfts- und Verpflegungsmöglichkeiten für Reisende und deren Verkehrsmittel (Pferd und Kutsche) gefördert und geregelt.

## Speisenangebot
Im Gegensatz zu reinen Schankwirtschaften, Suppenwirtschaften und Gassenwirtschaften war zur Erlangung der Konzession die Zubereitung aufwendiger Speisen vorgeschrieben.

## Versorgung der Reisenden
Zur Erlangung einer Konzession war ebenso ausschlaggebend, ob eine Schildwirtschaft einen Pferdestall hatte und Personal zu dessen Pflege vorhanden war. Ferner war oft seitens der Bewilliger des Schildrechtes angeregt, dass dafür notwendiges Gewerbe in der Nähe ansässig war, beispielsweise Sattlereien, Wagner und Hufschmiede. Eine Schildwirtschaft hatte das Recht und die Pflicht, Gäste zu bewirten und zu beherbergen.

## Rechtsgrundlagen
In Süddeutschland war unter der Regentschaft Vorderösterreichs, Bayerns, Badens und Württembergs die Schildgerechtigkeit eingeführt, welche die Konzessionierung einer Schildwirtschaft regelte. Die Schildgerechtigkeit spielt neuzeitlich kaum eine Rolle, einzig bei der Ermittlung heutiger Erschließungskosten und ggf. Nachforderungen von Gemeinden für Baugrundstücke. Dabei spielt es eine Rolle, ob ein Baugrundstück zum Zeitpunkt der Einführung der jeweiligen Straßenbauordnung (meist Mitte des 19. Jahrhunderts) bereits an einer historischen Straße lag.
Vorbedingungen für die Genehmigung einer Schildwirtschaft (Anordnung vom 19. Juli 1780 aus Diedesheim bei Mosbach)
1. ob der Ort groß und mit Einwohnern besetzt sei[6]
2. ob dadurch eine starke Passage oder Landstraße gehe[7]
3. ob darin ein Frucht oder Viehmarkt angelegt oder ein sonst vorzügliches Gewerbe antrefflich sei
4. ob das Haus zu einer Wirtschaft bequem, mit Stallungen versehen, an einer Haupt- oder Nebenstraße

Die Schildgerechtigkeit bedeutete auch eine stärkere Qualitätsüberwachung und somit die Urform eines Wirtschaftskontrolldienstes.